# 裴智桓
裴智桓（羅馬化：Bae Ji-hwan；1999年7月26日—），為一名韓國棒球員，擔任二壘手與外野手，目前效力於美國職棒匹茲堡海盜。

## 職業生涯

### 早年
裴智桓從小看著秋信守在大聯盟打球，因此從小就萌生要登上大聯盟的想法。2017年，他代表南韓國家隊參加U18國家隊。他在高三那年甚至繳出4成74的打擊率，被視為韓國當時最強的高中生選手，也被認為是2017年韓職選秀首輪就能被選中的好手。
2017年9月23日，亞特蘭大勇士簽下裴智桓。他也成為韓國史上第二位高中畢業就與大聯盟球隊簽約的選手。2018年3月，裴智桓加盟匹茲堡海盜。他在休賽季還到澳職加入吉隆南韓維持手感。2021年，他在海盜2A開季，並在隔年升上3A。

### 匹茲堡海盜
2022年9月23日，裴智桓登上大聯盟。他在初登場就敲出大聯盟首安，並獲得一次保送，還有2次盜壘成功。

## 個人生活
2019年4月，裴智桓因被指控在高中涉嫌毆打其女友而遭到質詢。最後他被大邱當地法院以傷害罪判賠200萬韓元，大聯盟也對他進行30場比賽的禁賽處分。

## 外部連結
- 裴智桓在美國職棒（英语）
- 裴智桓在Baseball-Reference.com（大聯盟）（英语）
- 裴智桓在Baseball-Reference.com（小聯盟以及海外聯盟）（英语）
- 裴智桓在The Baseball Cube（英语）